# Obakamiga Lake
Obakamiga Lake är en sjö i Kanada.   Den ligger i distriktet Algoma och provinsen Ontario, i den sydöstra delen av landet, 800 km nordväst om huvudstaden Ottawa. Obakamiga Lake ligger 354 meter över havet. Arean är 33 kvadratkilometer. Den sträcker sig 10,7 kilometer i nord-sydlig riktning, och 7,2 kilometer i öst-västlig riktning.
I omgivningarna runt Obakamiga Lake växer i huvudsak blandskog. Trakten runt Obakamiga Lake är nära nog obefolkad, med mindre än två invånare per kvadratkilometer.